# Анабарский улус
Анаба́рский улу́с (район) (якут. Анаабыр улууһа) — административно-территориальная единица (улус или район) и муниципальное образование (муниципальный район Анаба́рский национа́льный (долга́но-эвенки́йский) улу́с (район)) в Республике Саха (Якутия) Российской Федерации.
Административный центр — село Саскылах.

## География
Анабарский улус расположен на крайнем северо-западе Республики Саха между 71-й и 76-й градусами северной широты. Улус занимает обширную территорию в 55,6 тыс. км² и граничит с Булунским и Оленекским улусами республики, а также Таймырским районом Красноярского края.
Крупные реки — Анабар, Уэле. Крупные озёра — Улахан-Кюёль, Баганытта-Кюёль, Саппыя, Думастай.

## История
10 декабря 1930 года Президиум Всероссийского Центрального Исполнительного Комитета постановил образовать на территории расселения малых народностей Севера в составе Якутской АССР Анабарский национальный (эвенкийский) район (районный центр — Уджа). Постановление было подписано Председателем ВЦИК М. И. Калининым. Анабарский улус до сих пор сохраняет статус национального района. С 1 января 2003 года в Анабарском районе проводится муниципальная реформа. Анабарский улус в январе 2004 года первым из муниципальных образований Якутии получил свидетельство № 004393 о внесении в федеральный реестр муниципальных образований, подтверждающий национальный статус.

## Население
| 1970  | 1979  | 1989  | 2002  | 2009  | 2010  | 2011  | 2012  | 2013  |
| ----- | ----- | ----- | ----- | ----- | ----- | ----- | ----- | ----- |
| 1906  | ↗2161 | ↗3903 | ↗4024 | ↘3792 | ↘3501 | →3501 | ↘3413 | ↘3405 |
| 2014  | 2015  | 2016  | 2017  | 2018  | 2019  | 2020  | 2021  | 2022  |
| ↘3403 | ↘3387 | ↗3431 | ↗3500 | ↗3567 | ↗3597 | ↗3653 | ↘3479 | →3479 |
| 2023  |       |       |       |       |       |       |       |       |
| ↘3454 |       |       |       |       |       |       |       |       |

### Национальный состав
| № |                           | Численность населения, чел. (2010) | % от всего | % от указав- ших нацио- наль- ность |
| - | ------------------------- | ---------------------------------- | ---------- | ----------------------------------- |
|   | всего                     | 3501                               | 100,00 %   |                                     |
| 1 | Долганы                   | 1484                               | 42,39 %    | 42,40 %                             |
| 2 | Эвенки                    | 796                                | 22,74 %    | 22,74 %                             |
| 3 | Якуты                     | 756                                | 21,59 %    | 21,60 %                             |
| 4 | Эвены                     | 225                                | 6,43 %     | 6,43 %                              |
| 5 | Русские                   | 130                                | 3,71 %     | 3,71 %                              |
| 6 | Украинцы                  | 33                                 | 0,94 %     | 0,94 %                              |
|   | другие                    | 76                                 | 2,17 %     | 2,17 %                              |
|   | указали национальность    | 3500                               | 99,97 %    | 100,00 %                            |
|   | не указали национальность | 1                                  | 0,03 %     |                                     |

Уникальность наслега Юрюнг-Хая в том, что он является единственным в республике местом компактного проживания долганов.

## Муниципально-территориальное устройство
Анабарский улус, в рамках организации местного самоуправления, включает 2 муниципальных образования со статусом сельских поселения (наслега):
| № | Муниципальное образование                       | Административный центр | Количество населённых пунктов | Население (чел.) | Площадь (км²) |
| - | ----------------------------------------------- | ---------------------- | ----------------------------- | ---------------- | ------------- |
| 1 | Саскылахский национальный наслег (эвенкийский)  | село Саскылах          | 2                             | ↗2493            | 30 736,25     |
| 2 | Юрюнг-Хаинский национальный наслег (долганский) | посёлок Юрюнг-Хая      | 1                             | ↗1179            | 24 822,03     |

### Населённые пункты
В Анабарском улусе три населённых пункта.
| № | Населённый пункт | Тип  | Население | Муниципальное образование                       |
| - | ---------------- | ---- | --------- | ----------------------------------------------- |
| 1 | Саскылах         | село | ↗2345     | Саскылахский национальный наслег (эвенкийский)  |
| 2 | Эбелях           | село | ↘0        | Саскылахский национальный наслег (эвенкийский)  |
| 3 | Юрюнг-Хая        | село | ↗1179     | Юрюнг-Хаинский национальный наслег (долганский) |

### Упразднённые населённые пункты
- Халганнах

## Социальная сфера
Согласно программе социально-экономического развития муниципального образования «Анабарский национальный улус» до 2007 года будут построены следующие объекты: средняя школа на 220 мест в с. Саскылах, больничный комплекс в с. Саскылах на 30 коек, общественно-культурный центр на 300 мест в с. Сааскылаах, культурно-спортивный комплекс в с. Юрюнг-Хая, нефтебаза на 4000 тонн в с. Саскылах, жилые дома для ветеранов тыла в селах Саскылах и Юрюнг-Хая, индивидуальные жилые дома, здание пожарного депо на 2 автомашины в с. Юрюнг-Хая. Из вышеназванных объектов уже в 2004 году введены в строй общественно-культурный центр в Сааскылаахе и жилые дома для ветеранов тыла: шестиквартирный в Саскылахе, двухквартирный — в Юрюнг-Хае. Кроме того в 2004 году построены и функционируют новые объекты производственно-социального назначения: модульная дизельная электростанция в 2400 КВт, банно-прачечный комплекс, новая котельная в Саскылахе, две автозапровочные станции в Юрюнг-Хае и Саскылахе.
Выходила газета «Анаабыр уоттара» («Огни Анабара»).

## Использованные источники
- Анабарский улус: История. Культура. Фольклор. — Якутск: Бичик, 2005. — 232 с ISBN 5-7696-1874-4